# Festival du film de Sundance 2007

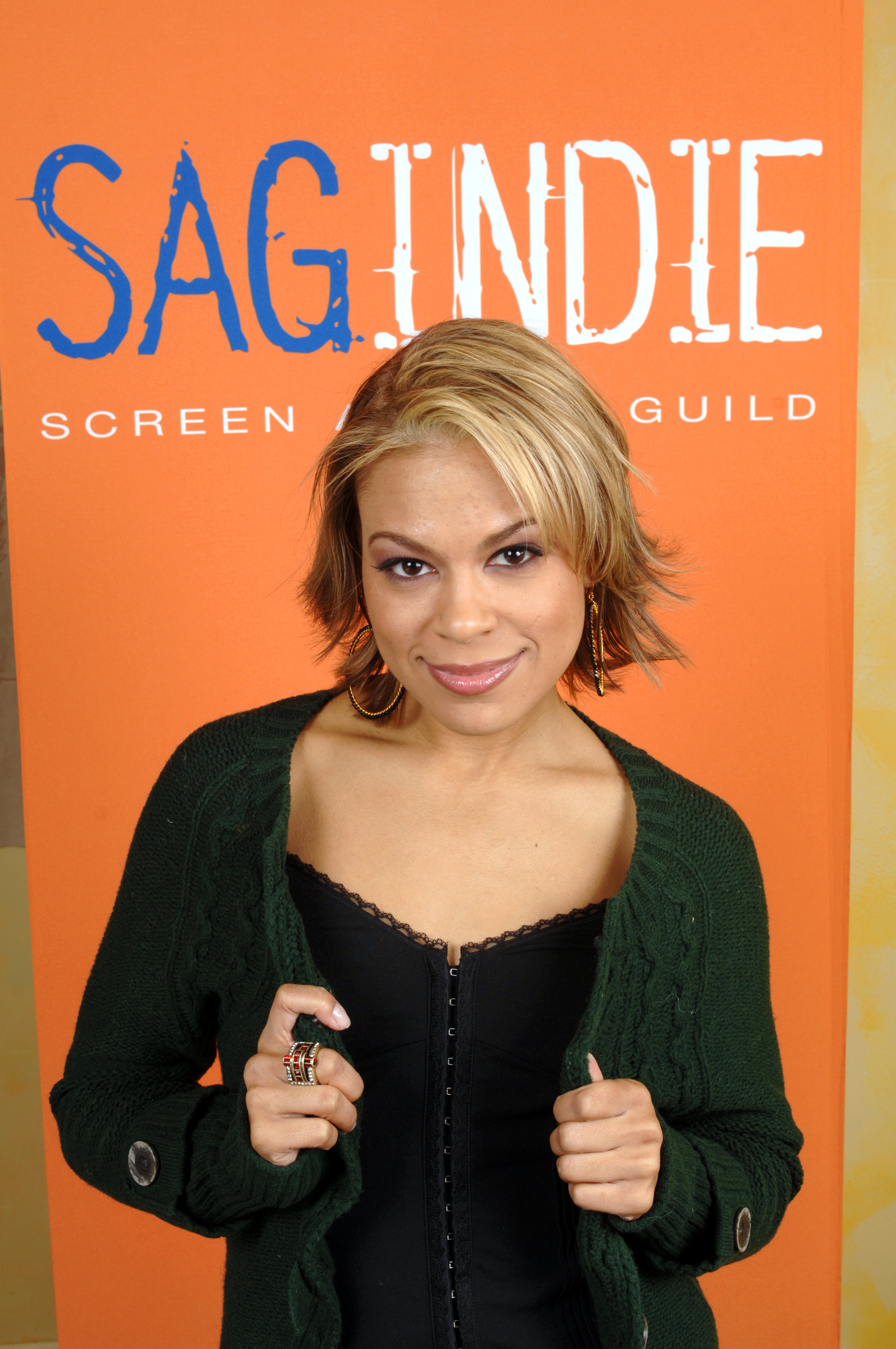
Toni Trucks au Festival du film de Sundance.

Le Festival du film de Sundance 2007, 23e édition du festival (23rd Sundance Film Festival) organisé par le Sundance Institute, s'est déroulé du 18 au 28 janvier 2007 à Park City (Utah).